# Castianeira insulicola
Castianeira insulicola là một loài nhện trong họ Corinnidae.
Loài này thuộc chi Castianeira. Castianeira insulicola được Embrik Strand miêu tả năm 1916.